# 마연
마연(馬延, ? ~ ?)은 중국 후한 말의 무장이다.

## 생애
원상(袁尙) 휘하의 도독장군(都督將軍)이었다.
건안(建安) 9년(204년), 원상은 업(鄴)을 지키고 있던 심배(審配)를 구원하기 귀환하여 조조(曹操)와 교전하였으나 패배하여 포위되는 지경에 놓였다. 원상은 음기(陰夔)를 조조에게 보내어 화친을 제의했으나 받아들여지지 않았고, 이에 포위를 뚫고 기산(祁山)으로 달아나 조조에게 대항하였다. 그러나 마연은 교전이 벌어지기 직전에 동료 장의(張顗) · 음기(陰夔) · 곽소(郭昭)와 함께 조조에게 투항하였다.
이로 인해 원상의 군세는 철저히 붕괴되었고, 원상은 대장군의 인수와 부절까지 버려둔 채 단기로 달아나는 한편 중산(中山)으로 달아나 군세를 수습하였으나, 원담(袁譚)이 조조와 호응하여 공격하자 결국 군사를 모두 잃고 유주(幽州)의 원희(袁熙)에게 몸을 의탁하였다. 마연과 장의는 이 공으로 열후(列侯)에 봉해졌다.

## 《삼국지연의》 속 마연
조조에게 항복한 후에도 계속 등장한다. 당양(當陽) 전투에서 이전에 원소(袁紹)를 섬긴 또 다른 장수와 함께, 아두(阿斗)를 데리고 있는 조운(趙雲)을 포위하였으나 조운은 이를 뚫었다.
적벽대전(赤壁大戰)에서는 패주하는 조조군을 장의와 함께 호위하나, 이를 쫓아온 감녕(甘寧)에게 죽는다.